# 科学写真
科学写真（かがくしゃしん）とは、自然科学の対象となるようなものを撮影した写真（自然写真（ネイチャーフォト）を含む）、又は、通常のカメラやその周辺機材だけでなく、それ以外の科学技術・機器を用いて撮影された写真のことをいう。自然科学写真と呼ばれることもある。
前者の例としては、昆虫、魚類、鳥類、哺乳類、植物などの生物、火山、地層、雲、昼間の空、星空などを撮影した写真が、後者の例としては、超高速度撮影による写真（高速度写真）、人工衛星から撮影された写真（衛星写真）、望遠鏡や顕微鏡による写真、空中写真、X線写真・紫外線写真・赤外線写真などが挙げられる。天体写真は、両方の意味で、科学写真に該当する。医学写真と呼ばれるもの（患者や患部の写真）も含まれる。
科学写真は、科学技術や機材の発展とともに展開・拡大するという受身の位置にいつつ、逆に、科学写真の作品が科学の発展や普及を促すという能動的な働きも持ち合わせている。